# (43956) Elidoro
(43956) Elidoro est un astéroïde de la ceinture principale.

## Description
(43956) Elidoro est un astéroïde de la ceinture principale. Il fut découvert le 7 février 1997 à Sormano par Piero Sicoli et Francesco Manca. Il présente une orbite caractérisée par un demi-grand axe de 2,39 UA, une excentricité de 0,11 et une inclinaison de 2,6° par rapport à l'écliptique.

## Compléments